# Xì Trum: Ngôi làng kỳ bí
Xì Trum: Ngôi làng kỳ bí là một phim điện ảnh hoạt hình máy tính phiêu lưu-hài hước 3D của Mỹ năm 2017 do hai hãng phim Sony Pictures Animation và The Kerner Entertainment Company sản xuất, với Sony Pictures Imageworks đảm nhiệm phần hoạt họa và hãng Columbia Pictures đảm nhiệm vai trò phân phối. Sony, LStar Capital và Wanda Pictures là ba hãng quản lý tài chính của phim. Phim được thực hiện dựa theo loạt truyện tranh Xì Trum của họa sĩ người Bỉ Peyo, và cũng là phần phim tái khởi động không liên quan đến hai phim điện ảnh trước đó của Sony về Xì Trum là Xì Trum (2011) và Xì Trum 2 (2013). Phần kịch bản của Xì Trum: Ngôi làng kỳ bí được thực hiện bởi Stacey Harman và Pamela Ribon với vị trí đạo diễn được giao cho Kelly Asbury. Phim có sự tham gia lồng tiếng của Demi Lovato, Rainn Wilson, Joe Manganiello, Mandy Patinkin, Jack McBrayer, Danny Pudi, Michelle Rodriguez, Ellie Kemper, Ariel Winter, Meghan Trainor, Jake Johnson và Julia Roberts. Nội dung phim xoay quanh cuộc hành trình của Tí Cô Nương, Tí Cận, Tí Vụng Về và Tí Đô tìm kiếm ngôi làng kỳ bí của Xì Trum ẩn sâu trong khu rừng cấm nhằm cảnh báo họ về âm mưu của lão Gà Mên.
Xì Trum: Ngôi làng kỳ bí được phát hành tại Mỹ vào ngày 7 tháng 4 năm 2017 và ngày 28 tháng 4 năm 2017 tại Việt Nam bởi hãng Columbia Pictures và nhận được nhiều ý kiến khác nhau từ giới phê bình điện ảnh. Với kinh phí 60 triệu USD thực hiện, phim đã thu về tổng cộng hơn 195 triệu USD doanh thu trên toàn thế giới.

## Nội dung
Làng Xì Trum từ xưa đến nay toàn là nam nhi, bỗng dưng sự xuất hiện của Tí Cô Nương đã làm thay đổi tất cả. Cô được gã phù thủy Gà Mên tạo ra từ cục đất sét để làm tay sai. Nhưng nhờ phép thuật của Tí Vua, Tí Cô Nương đã trở thành một thành viên trong làng.
Sự lạc lõng với mọi người xung quanh luôn khiến cô bé buồn bã, băn khoăn. Cho đến một ngày, Tí Cô Nương vô tình bắt gặp một Xì Trum khác đội mũ màu be, khác với màu trắng của cô và những người khác trong làng. Với sự đồng hành của Tí Đô, Tí Cận, Tí Vụng Về, cả nhóm bạn quyết tâm tìm ra vị trí của ngôi làng nọ, đồng thời cảnh báo cho họ về âm mưu của phù thủy độc ác Gà Mên.

## Diễn viên
- Demi Lovato vai Tí Cô Nương
- Rainn Wilson vai Gà Mên
- Mandy Patinkin vai Tí Vua
- Joe Manganiello vai Tí Đô[6]
- Jack McBrayer vai Tí Vụng Về[6]
- Danny Pudi vai Tí Cận[6]
- Julia Roberts vai Tí Hậu
- Michelle Rodriguez vai Tí Bão
- Ellie Kemper vai Tí Hoa
- Ariel Winter vai Tí Lily
- Meghan Trainor vai Tí Ngân Nga[7]
- Jake Johnson vai Tí Quạu
- Gordon Ramsay vai Tí Thợ Bánh
- Tituss Burgess vai Tí Điệu
- Gabriel Iglesivai vai Tí Quậy[8]
- Jeff Dunham vai Tí Nông Dân
- Kelly Asbury vai Tí Tò Mò
- Bret Marnell vai Bọ Snappy
- Melissa Sturm vai Tí Ngọc Bích
- Frank Welker vai Azrael
- Dee Bradley Baker vai Monty

## Sản xuất

### Phát triển

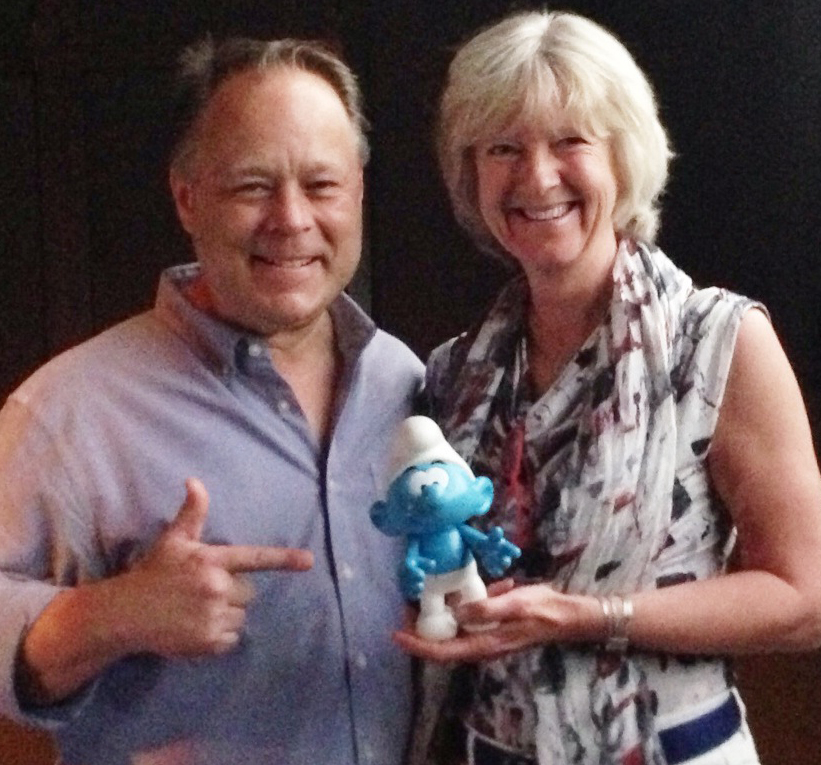
Đạo diễn Kelly Asbury và con gái của họa sĩ Peyo, Véronique Culliford

Ngày 10 tháng 5 năm 2012, hai tuần sau khi kế hoạch sản xuất Xì Trum 2 được công bố, hai hãng Columbia Pictures và Sony Pictures Animation đã chuẩn bị tiến hành thực hiện phần kịch bản của Xì Trum 3, với Karey Kirkpatrick và Chris Poche là hai người đảm nhiệm. Hank Azaria, người vào vai lão Gà Mên trong hai phần phim đầu, đã tiết lộ rằng phần phim thứ ba "sẽ làm rõ hơn ngọn nguồn của việc các nhân vật gặp gỡ và quen thân lẫn nhau." Phần phim thứ ba này sau đó đã bị huỷ bỏ và chuyển hướng sang thực hiện một phim điện ảnh hoạt hình máy tính.
Tháng 3 năm 2014, Kelly Asbury được xác nhận sẽ ngồi vào ghế đạo diễn cho phần phim hoạt hình này. Nội dung sơ bộ của phim liên quan đến nguồn gốc của các Xì Trum cũng được tiết lộ, cùng sự xuất hiện của nhiều tuyến nhân vật mới, với thiết kế và bối cảnh đi theo sát nguyên tác truyện tranh của họa sĩ Peyo hơn. Jordan Kerner được chọn vào vị trí sản xuất, và Mary Ellen Bauder là nhà đồng sản xuất. Ngày 14 tháng 6 năm 2015, Sony Pictures Animation xác nhận tên gốc của phim hoạt hình là Get Smurfy, kèm theo hình ảnh đầu tiên về phim. Ngày 12 tháng 2 năm 2016, các nguồn tin xác nhận phim được đổi tên thành Xì Trum: Ngôi làng kỳ bí.

### Tuyển diễn viên
Ngày 16 tháng 1 năm 2015, Mandy Patinkin được thêm vào dàn diễn viên của phim để lồng tiếng cho nhân vật Tí Vua, thay cho Jonathan Winters trong hai phần phim người đóng trước đó. Ngày 14 tháng 6 năm 2015, Demi Lovato được xác nhận lồng tiếng cho nhân vật Tí Cô Nương, và Rainn Wilson cho lão Gà Mên. Sau khi Xì Trum 2 được công chiếu vào năm 2013, hai diễn viên lồng tiếng cho nhân vật Xì Trum đã qua đời: Jonathan Winters, người lồng tiếng cho Tí Vua, và Anton Yelchin, người lồng tiếng cho Tí Vụng Về.

### Âm nhạc
Tháng 10 năm 2016, Christopher Lennertz được xác nhận sẽ là nhạc sĩ đảm nhiệm phần nhạc nền của phim. Tháng 12 năm 2016, các nguồn tin cho biết nữ ca sĩ Meghan Trainor đã thu âm một bài hát mang tên "I'm a Lady" cho Xì Trum: Ngôi làng kỳ bí. Đĩa đơn được ra mắt vào ngày 24 tháng 2 năm 2017.

## Phát hành
Xì Trum: Ngôi làng kỳ bí ban đầu dự định sẽ công chiếu vào ngày 14 tháng 8 năm 2015, tuy nhiên tới ngày 1 tháng 5 năm 2014, ngày chiếu phim bị đẩy xuống 5 tháng 8 năm 2016. Đến tháng 3 năm 2015, ngày khởi chiếu tiếp tục bị lùi xuống 31 tháng 3 năm 2017. Vào tháng 3 năm 2016, ngày công chiếu chính thức tại Mỹ được xác nhận là ngày 7 tháng 4 năm 2017.

### Phương tiện tại gia
Định dạng phim số của Xì Trum: Ngôi làng kỳ bí được phát hành vào ngày 20 tháng 6 năm 2017, tiếp đó là định dạng DVD, Blu-ray và Ultra HD Blu-ray vào ngày 11 tháng 7 năm 2017 bởi Sony Pictures Home Entertainment.

## Tiếp nhận

### Doanh thu phòng vé
Tính đến  ngày 29 tháng 6 năm 2017, Xì Trum: Ngôi làng kỳ bí đã thu về tổng cộng 44,8 triệu USD tại thị trường Mỹ và Canada, và 151 triệu USD tại các thị trường ngoại địa, nâng tổng mức doanh thu toàn cầu của phim lên tới 195,8 triệu USD, so với mức kinh phí làm phim 60 triệu USD.
Tại Bắc Mỹ, Xì Trum: Ngôi làng kỳ bí được công chiếu cùng ngày với Già gân trả đũa và The Case for Christ và được dự đoán sẽ thu về 16–20 triệu USD từ 3.602 rạp chiếu phim trong tuần lễ đầu ra mắt. Cuối cùng, phim chỉ thu về 13,2 triệu USD sau ba ngày công chiếu, trở thành phim điện ảnh có doanh thu ra mắt thấp nhất của thương hiệu Xì Trum, xếp thứ 3 về doanh thu phòng vé tuần.

### Đánh giá chuyên môn
Xì Trum: Ngôi làng kỳ bí nhận được nhiều ý kiến hỗn tạp từ giới chuyên môn. Trên chuyên trang Rotten Tomatoes, phim nhận được 37% lượng đồng thuận dựa trên 79 bài đánh giá, với số điểm trung bình là 4,8/10. Trang web này nhận xét, "Xì Trum: Ngôi làng kỳ bí có thể sẽ làm hài lòng các khán giả nhỏ tuổi và những người hâm mộ Xì Trum cuồng nhiệt, nhưng cốt truyện dễ đoán cùng đồ họa đơn giản lại tiếp tục kéo dài cái tính chất xoàng xĩnh của thương hiệu." Trên trang Metacritic, phần phim đạt số điểm 40 trên 100, dựa trên 25 nhận xét, chủ yếu là các ý kiến hỗn tạp và trung bình. Lượt bình chọn của khán giả trên trang thống kê CinemaScorecho phần phim điểm "A" trên thang từ A+ đến F, một sự cải thiện so với điểm "A–" nhận được bởi cả hai phần Xì Trum trước.
Alonzo Duralde từ trang TheWrap đánh giá phim một cách tích cực với lời nhận xét: "Điều quan trọng là hai nhà biên kịch nữ đã biến một cô gái vốn dĩ phải dễ thương và quyến rũ trở thành một nhân vật trưởng thành của thế giới này." Owen Glieberman từ Variety cho rằng phim là "một tác phẩm kỳ ảo trong trẻo, với phần hoạt họa thanh khiết và rõ ràng, khiến phim trở nên thật hơn với tinh thần Xì Trum." Frank Scheck của The Hollywood Reporter lại cho phim một đánh giá hỗn tạp, "Xì Trum: Ngôi làng kỳ bí là một sự cố gắng xoàng xĩnh đã thất bại trong việc giữ những nhân vật màu xanh sống sót cho mục đích thương mại trong tương lai."